# Leucophyllum frutescens

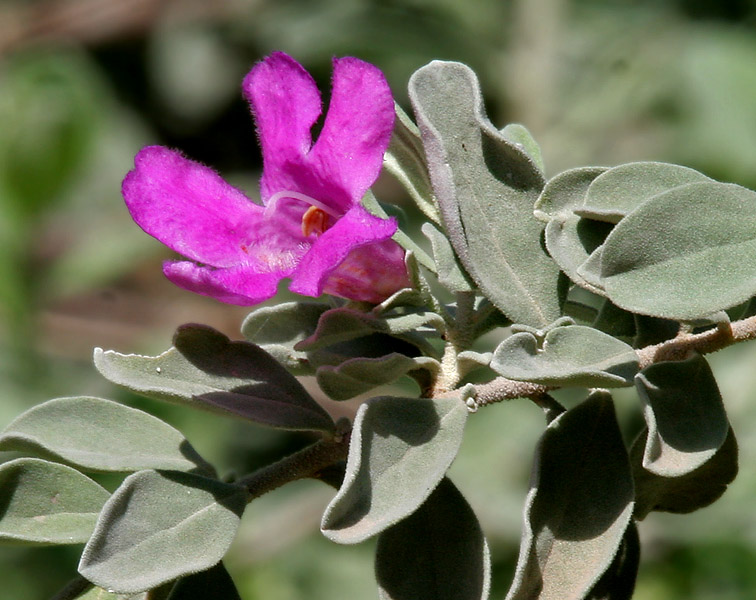
Blüte und Blätter

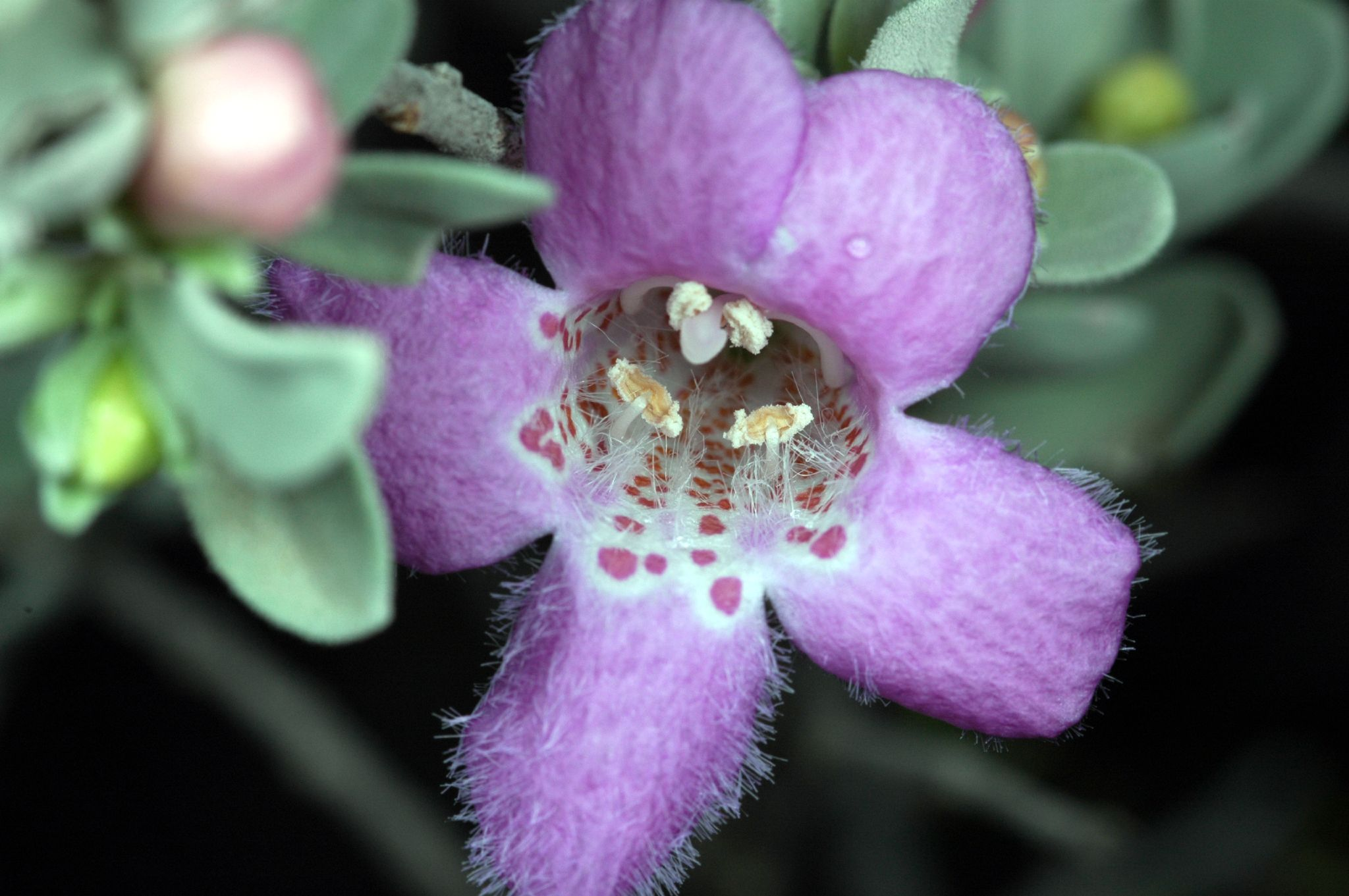
Zweilippige Blüte im Detail

Leucophyllum frutescens ist ein Strauch in der Familie der Braunwurzgewächse aus Texas und Mexiko. Es ist der Texas State Native Shrub. Er ist bekannt als Texas Ranger, Texas silverleaf, Cenizo, Barometer Bush oder Purple Sage.

## Beschreibung
Leucophyllum frutescens wächst als langsamwüchsiger, trockenheitstoleranter, halbimmergrüner und wenig verzweigter, dichter Strauch etwa 1–3 Meter hoch. Die kleineren, jüngeren Äste sind mehr oder weniger fein weißlich behaart.
Die einfachen und kurz gestielten bis fast sitzenden Laubblätter sind wechsel- bis selten gegenständig. Die kurzen Blattstiele sind bis 2 Millimeter lang. Die kleinen, weichen, dicklichen, 1–3 Zentimeter langen Blätter sind verkehrt-eiförmig bis spatelförmig oder elliptisch, ganzrandig und stumpf bis rundspitzig, seltener spitz oder feinstachelspitzig. Sie sind beidseits dicht, fein weißlich samtig-filzig behaart, oberseits etwas weniger. Die Blätter sind oft leicht eingefaltet oder wellig. Die Nebenblätter fehlen.
Die leicht duftenden, violetten, purpurnen oder rosa Blüten erscheinen meist einzeln und achselständig. Die kurz gestielten, fünfzähligen Blüten sind zwittrig mit doppelter Blütenhülle. Der kleine, kurz verwachsene und fünfzipflige Kelch ist vor allem außen fein behaart. Die etwa 2–2,5 Zentimeter lange, zweilippige Krone ist trichterförmig und in der Kronröhre im Bereich der dreiteiligen Unterlippe gelb bis orange oder violett mit Saftmalen gepunktet sowie zerstreut langhaarig. Die ausladenden Kronlappen sind meist bewimpert und die Unterlippe innen feiner bis länger behaart. Die 4 knapp eingeschlossenen Staubblätter sind didynamisch. Der oberständige, kahle Fruchtknoten ist zweikammerig mit langem, etwas vorstehendem Griffel und die Narbe ist zweilappig. Die Blüten erscheinen meist nach dem Regen.
Es wird eine kleine und vielsamige, vierklappige, etwa 4 Millimeter große, kahle, holzige, septizid-lokulizidale Kapselfrucht im beständigen Kelch gebildet. Die kleinen, orange-braunen, flachen und fein skulptierten Samen sind etwa 1 Millimeter groß.

## Verwendung
Leucophyllum frutescens wird gerne als Zierpflanze verwendet, sie eignet sich auch als Hecke. Es sind einige verschiedene Sorten erhältlich, auch weißblühende.